# Siddiq Barmak
Siddiq Barmak (persa: صدیق برمک, nascut el 7 de setembre de 1962) és un director de cinema i productor afganès. El 2004, Barmak va guanyar el premi a la millor pel·lícula en llengua estrangera als Globus d'Or pel seu primer llargmetratge, Osama. Va rebre una llicenciatura en direcció de cinema per l'Institut de Cinema de Moscou (VGIK) el 1987.

## Osama
Hi ha un ressò estilístic a Osama que apareix a les pel·lícules afganeses de la dinastia iraniana Makhmalbaf. Barmak va dirigir Osama amb un important finançament i assistència de Mohsen Makhmalbaf. El director iranià va invertir en la pel·lícula, prestant a Barmak la seva càmera Arriflex i animant-lo a enviar la pel·lícula a festivals internacionals, que finalment van generar més finançament de productors japonesos i irlandesos. Barmak va rebre la "Medalla de Plata Fellini de la UNESCO" pel seu drama, Osama, el 2003.

## Moviment d'educació infantil afganesa
Barmak també és director del Moviment d'Educació Infantil Afganès (ACEM), una associació que promou l'alfabetització, la cultura i les arts, que també va ser fundada per Makhmalbaf. L'escola forma actors i directors per al cinema afganès recentment emergent.
Barmak és una de les figures cèlebres del cinema persa així com del emergent cinema de l'Afganistan.

## Filmografia
Ha escrit guions i ha fet curtmetratges i produït diverses pel·lícules.
- Divar - (1984) director
- Circle - (1985) director
- Bigana - (1987) director
- Uruj - (1995) guionista
- Osama - (2003) director
- Kurbani - (2004) productor executiu
- Earth and Ashes - (2004) coproductor
- Opium War - (2008) director
- Apple from Paradise (2008) - productor
- Neighbor (2009) productor executiu